# راموندا بولکو
راموندا بولکو (صربی‌کرواتی: Rajmonda Bulku؛ زادهٔ ۱۶ اوت ۱۹۵۸) سیاست‌مدار اهل آلبانی است.